# Kviga
Kviga är en hona av nötkreatur som uppnått en ålder av ett år men ännu inte kalvat. Efter kalvningen blir kvigan en ko. Även hos vissa andra djurarter, på vilka man ofta för över nötkreatursterminologin, till exempel älg, kan ordet användas för en hona som ännu ej blivit mor.